# ام‌وی ناتینگهام (۱۹۴۹)
ام‌وی ناتینگهام (۱۹۴۹) (به انگلیسی: MV Nottingham (1949)) یک کشتی بود که طول آن ۴۸۰ فوت (۱۵۰ متر) بود. این کشتی در سال ۱۹۴۹ ساخته شد.